# Ousseynou Thioune
Ousseynou Thioune (Dakar, 16 novembre 1993) è un calciatore senegalese, centrocampista dell'Al-Mina'a.

## Carriera

### Club
Ha giocato nella prima divisione dei campionati marocchino e cipriota e nella seconda divisione dei campionati spagnolo e francese.

### Nazionale
Nel 2015 ha giocato quattro partite con la nazionale senegalese Under-23.
Nel 2014 ha esordito in nazionale maggiore.

## Statistiche

### Cronologia presenze e reti in nazionale
| Cronologia completa delle presenze e delle reti in nazionale ― Senegal | Cronologia completa delle presenze e delle reti in nazionale ― Senegal | Cronologia completa delle presenze e delle reti in nazionale ― Senegal | Cronologia completa delle presenze e delle reti in nazionale ― Senegal | Cronologia completa delle presenze e delle reti in nazionale ― Senegal | Cronologia completa delle presenze e delle reti in nazionale ― Senegal | Cronologia completa delle presenze e delle reti in nazionale ― Senegal | Cronologia completa delle presenze e delle reti in nazionale ― Senegal |
| Data                                                                   | Città                                                                  | In casa                                                                | Risultato                                                              | Ospiti                                                                 | Competizione                                                           | Reti                                                                   | Note                                                                   |
| ---------------------------------------------------------------------- | ---------------------------------------------------------------------- | ---------------------------------------------------------------------- | ---------------------------------------------------------------------- | ---------------------------------------------------------------------- | ---------------------------------------------------------------------- | ---------------------------------------------------------------------- | ---------------------------------------------------------------------- |
| 31-5-2014                                                              | Buenos Aires                                                           | Colombia                                                               | 2 – 2                                                                  | Senegal                                                                | Amichevole                                                             | -                                                                      | 71’                                                                    |
| 20-6-2015                                                              | Dakar                                                                  | Senegal                                                                | 3 – 1                                                                  | Gambia                                                                 | Qual. Campionato delle Nazioni Africane 2016                           | -                                                                      |                                                                        |
| 4-7-2015                                                               | Bakau                                                                  | Gambia                                                                 | 0 – 1                                                                  | Senegal                                                                | Qual. Campionato delle Nazioni Africane 2016                           | -                                                                      |                                                                        |
| 17-10-2015                                                             | Bamako                                                                 | Guinea                                                                 | 2 – 0                                                                  | Senegal                                                                | Qual. Campionato delle Nazioni Africane 2016                           | -                                                                      |                                                                        |
| 24-10-2015                                                             | Dakar                                                                  | Senegal                                                                | 3 – 1                                                                  | Guinea                                                                 | Qual. Campionato delle Nazioni Africane 2016                           | -                                                                      |                                                                        |
| 10-2-2016                                                              | Miami                                                                  | Messico                                                                | 2 – 0                                                                  | Senegal                                                                | Amichevole                                                             | -                                                                      |                                                                        |
| Totale                                                                 |                                                                        | Presenze                                                               | 6                                                                      |                                                                        | Reti                                                                   | 0                                                                      |                                                                        |